# Myiarchus tyrannulus
Myiarchus tyrannulus е вид птица от семейство Tyrannidae.

## Разпространение
Видът е разпространен в Антигуа и Барбуда, Аржентина, Аруба, Барбадос, Белиз, Боливия, Бонер, Синт Еустациус, Саба, Бразилия, Венецуела, Гваделупа, Гватемала, Гвиана, Доминика, Канада, Колумбия, Коста Рика, Кюрасао, Мартиника, Мексико, Монсерат, Никарагуа, Парагвай, Перу, Салвадор, Сейнт Китс и Невис, Сейнт Лусия, Сейнт Винсент и Гренадини, Суринам, САЩ, Тринидад и Тобаго, Френска Гвиана и Хондурас.